# アーサー・ストリートン
アーサー・ストリートン（Sir Arthur Ernest Streeton、1867年4月8日 - 1943年9月1日）はオーストラリアの風景画家である。1880年代半ばから、ビクトリア州のメルボルン近郊のハイデルバーグに集まった芸術家「ハイデルバーグ派」(Heidelberg School)の画家の一人である。「オーストラリアの印象派」の画家の一人としても知られる。

## 略歴
ビクトリア州のジーロングの郊外、Mount Duneedで生まれた。両親は1854年にイギリスからオーストラリアに移住する船で知り合い結婚した夫婦である。1874年に家族はメルボルン近郊のリッチモンドに移った。メルボルンのビクトリア国立美術館(ナショナル・ギャラリー)付属の美術学校(National Gallery of Victoria Art School)でフォリングスビー(G. F. Folingsby )に学んだ。メルボルンの美術学校の同僚、フレデリック・マッカビンやトム・ロバーツと親しくなり、フランスの印象派の画家やイギリスのターナーの作品から影響を受けた。1885年にヴィクトリア州の美術アカデミーの展覧会に出展した。メルボルンの版画家で美術商のトローデル(Charles Troedel)のもとで働いた。
1885年から1886年の間は、トム・ロバーツらとメルボルン郊外のボックスヒルの風景を描いた。1888年の夏、その年亡くなった、スイス生まれでオーストラリアで活動した風景画家のルイ・ビュベロ(Louis Buvelot)が風景画を描いた場所を訪ねて、ハイデルバーグを訪れた。鉄道の駅から遠いため、増えていたハイデルバーグの空き家を安く借りて1889年に移住し、フレデリック・マッカビンやチャールズ・コンダー、トム・ロバーツらと活動し、「ハイデルバーグ派」が形成されることになった。1891年にはニューサウスウェールズ州の海岸の町モスマンでも活動した。
1897年に初めてヨーロッパに渡り、パリやイギリスの展覧会に出展した。イギリス滞在中に第一次世界大戦がはじまると軍に志願し、1917年にオーストラリア軍の公式戦争画家に任じられた。
1919年にオーストラリアに帰国し、風景画家、美術評論家として働いた。

## 作品

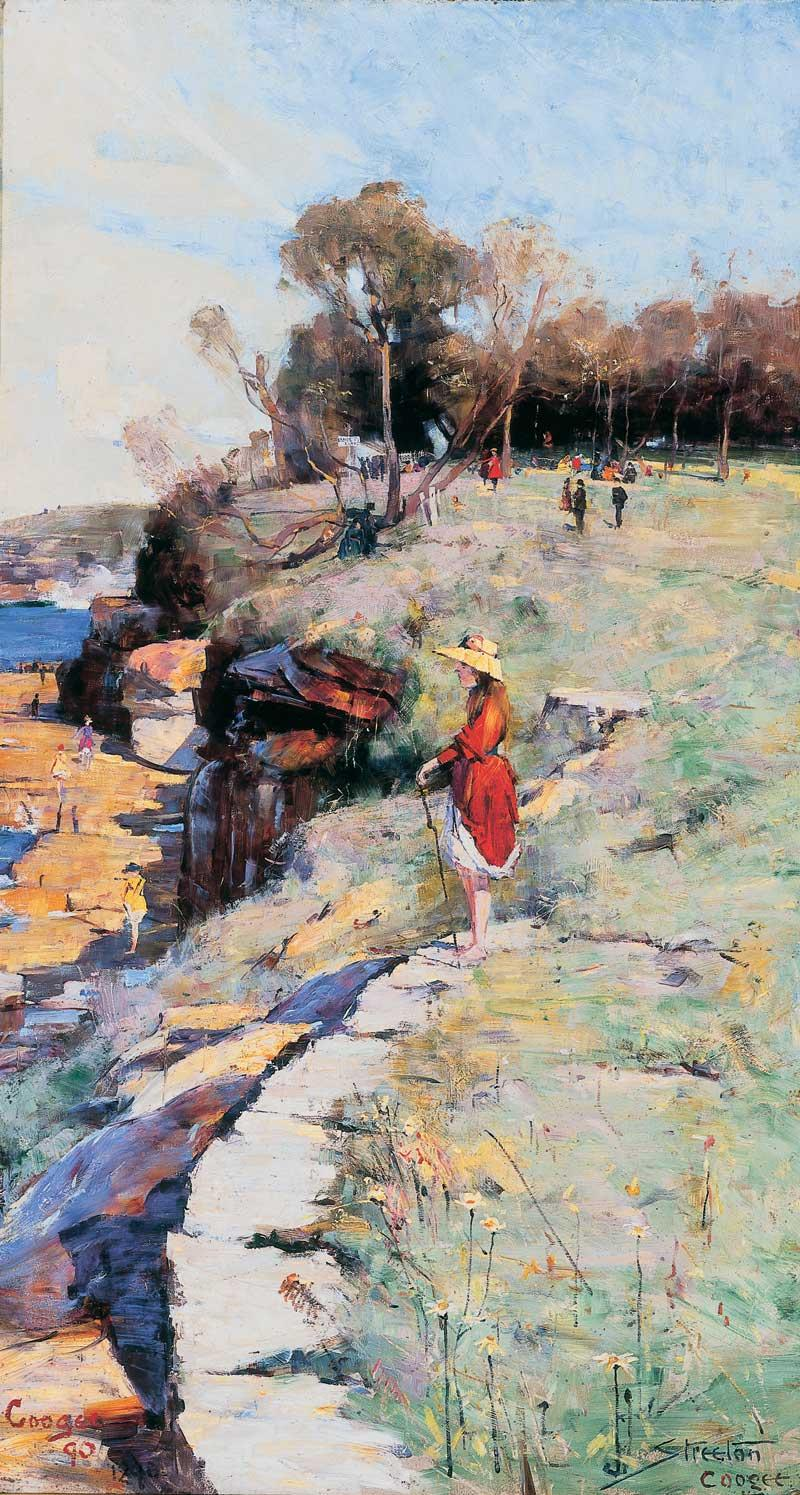
Sunlight Sweet, Coogee (1890)
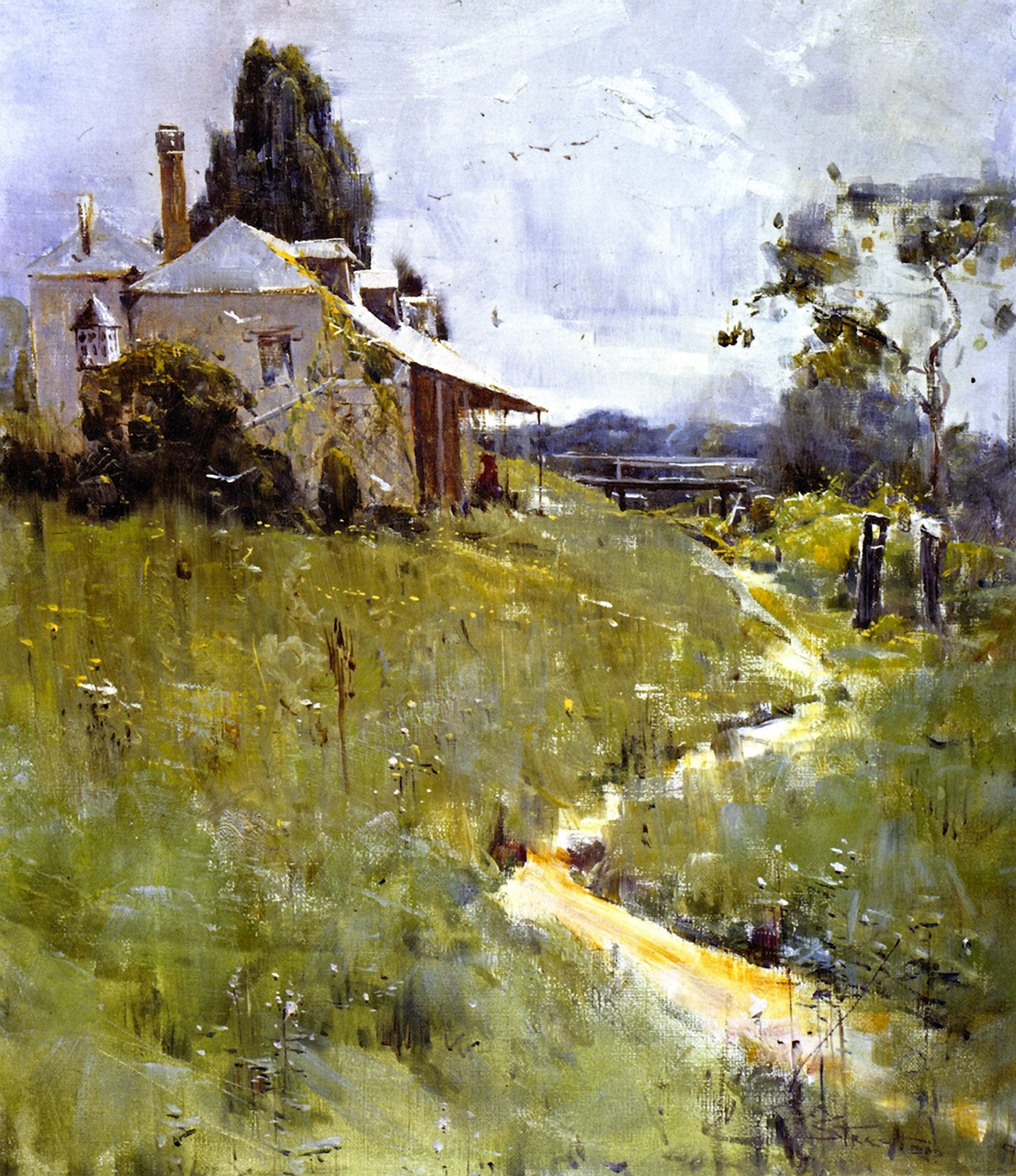
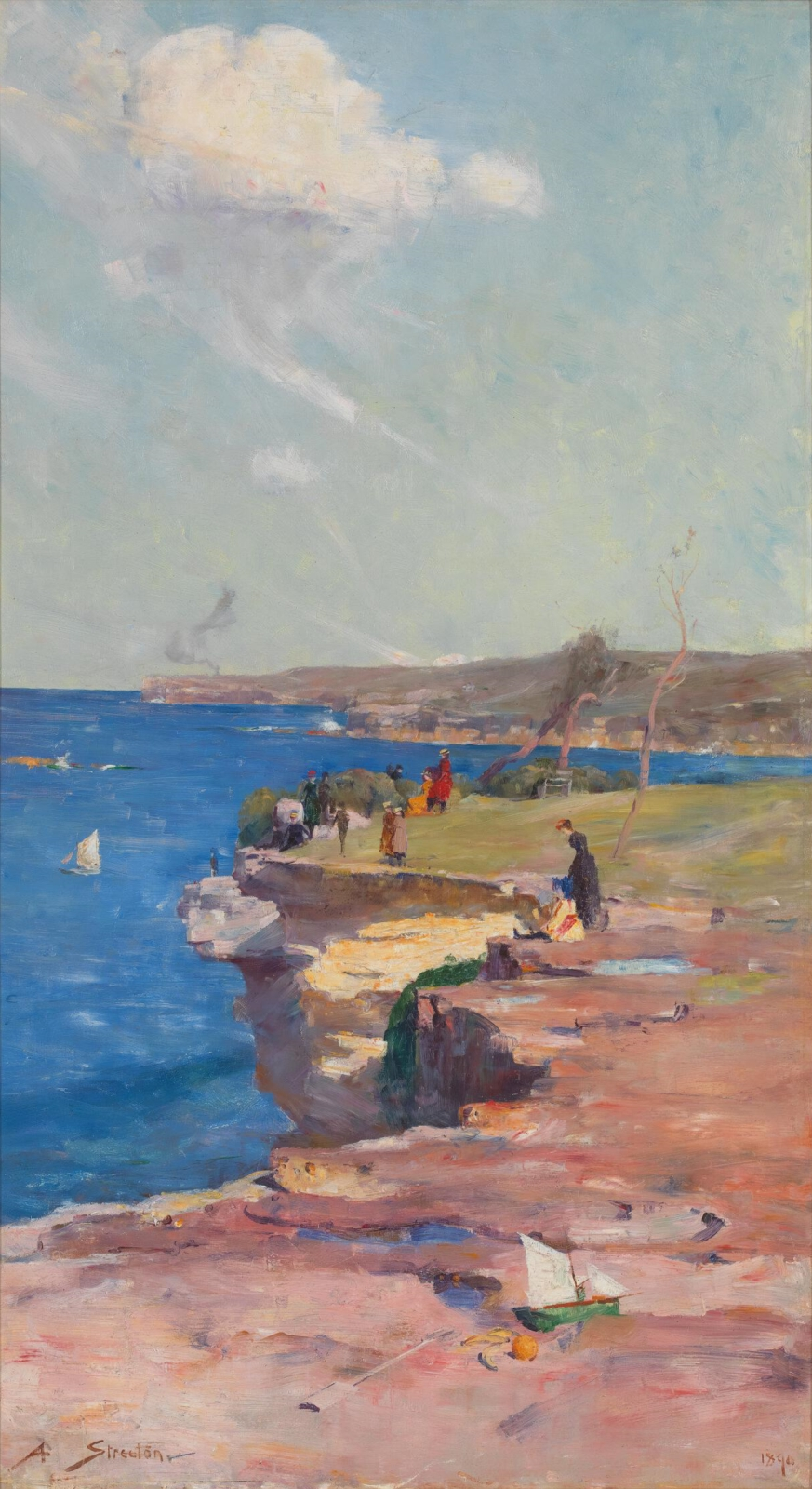
Blue Pacific (1890)
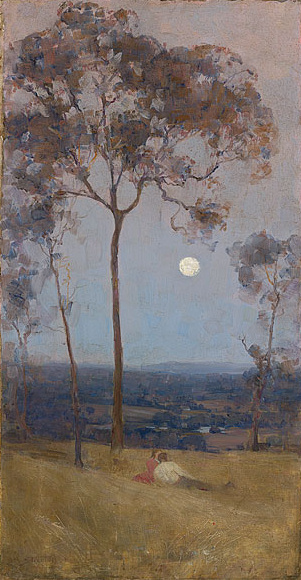
"Above us the great grave sky" (1890)
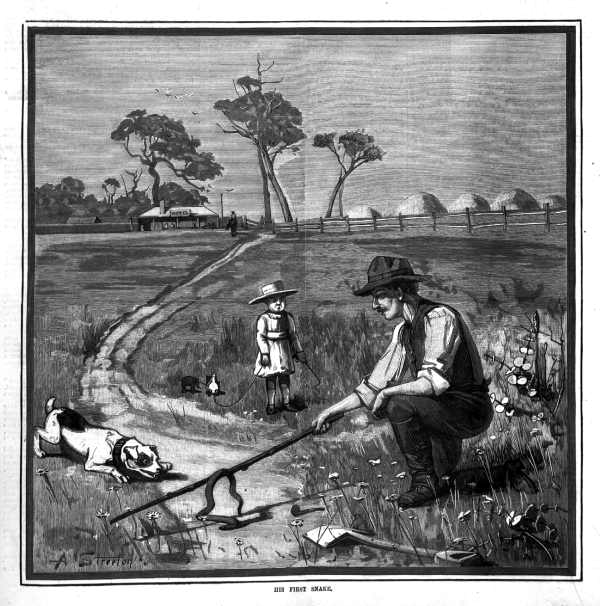
雑誌「Australasian Sketcher 」挿絵(1889)

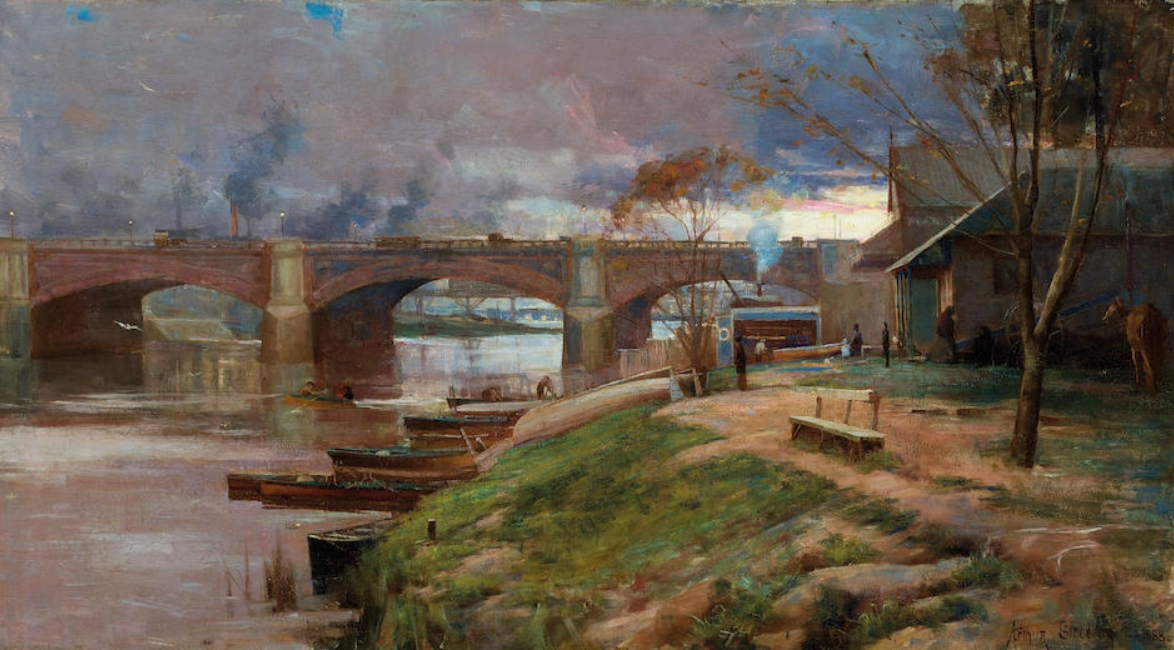
"Princes Bridge"(1888)
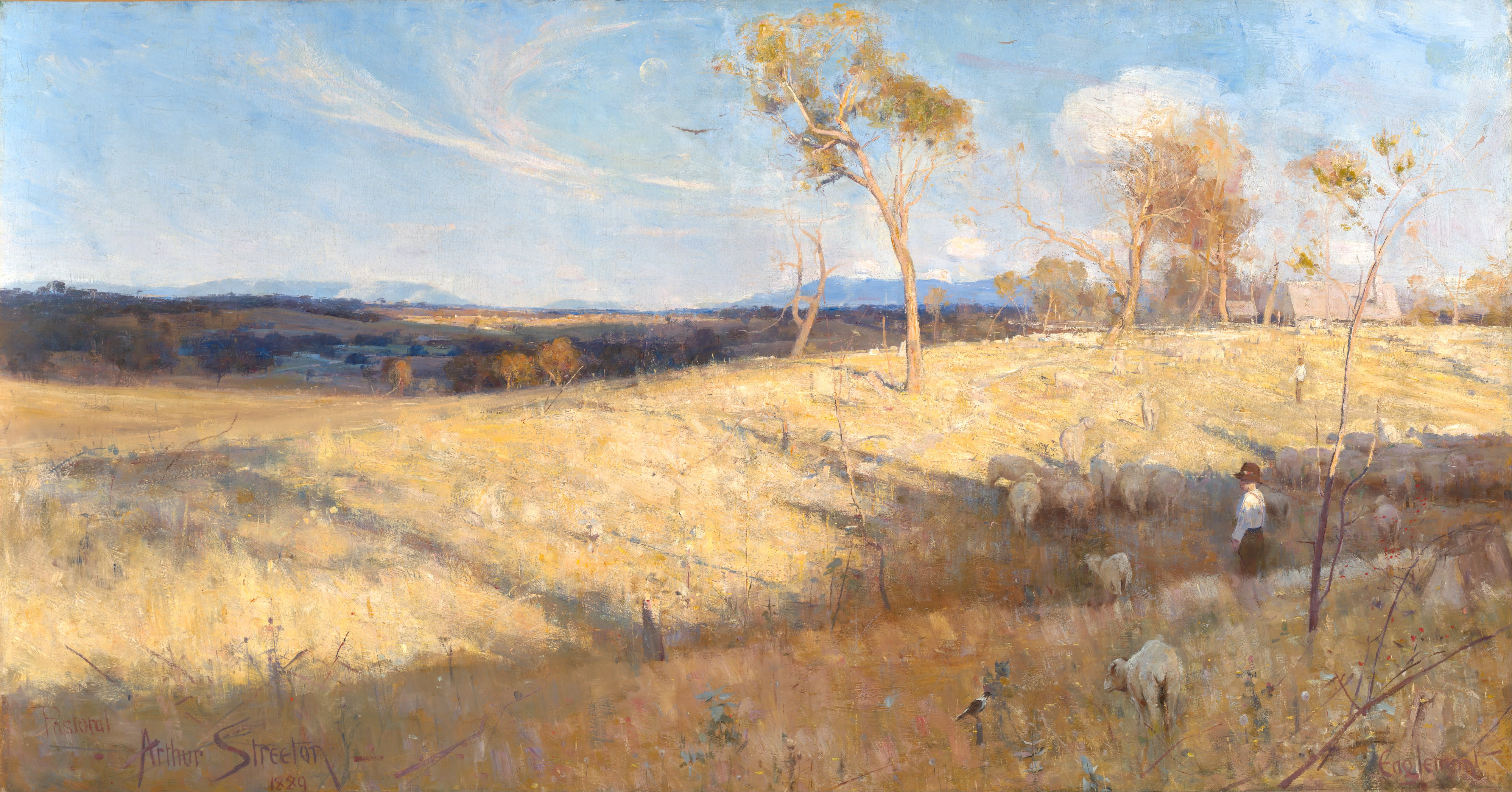
"Golden summer" (1889)
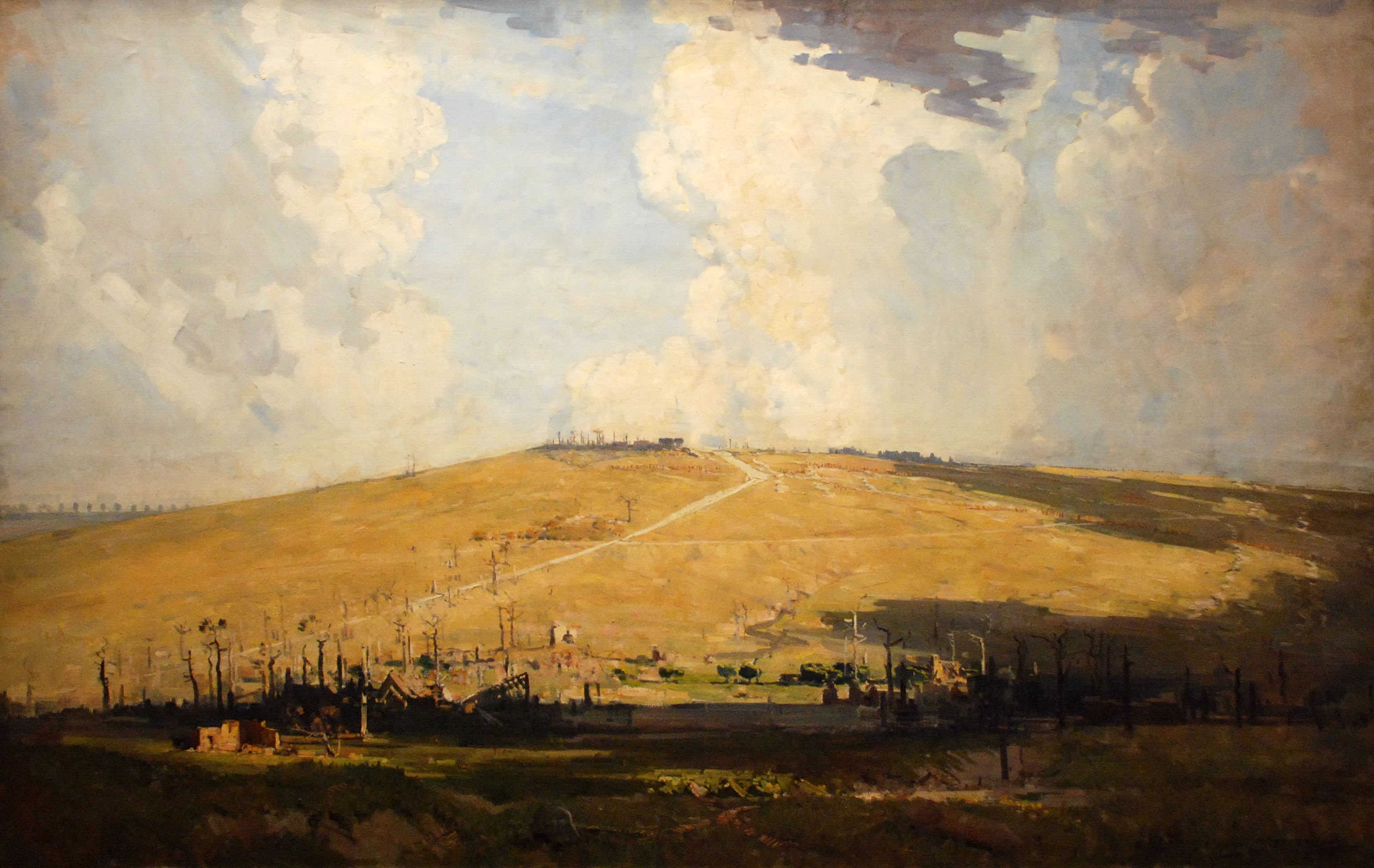
「サン＝カンタン山」(1918)